# Carli Lloyd
Carli Anne Lloyd (født 16. juli 1982) er en amerikansk fodboldspiller, dobbelt olympisk guldmedaljevinder, verdensmester i fodbold og har to gange vundet FIFA's pris som verdensbedste kvindelige fodboldspiller, henholdsvis FIFA Player of the Year 2015 og The Best FIFA Women's Player 2016. Hun spiller pr. 2018 for Sky Blue FC og USAs kvindefodboldlandshold som midtbanespiller. Hun har tidligere spillet for blandt andre Manchester City i FA Women's Super League og for Houston Dash. Lloyd scorede guldmedaljesejersmålet i OL-finalen både i 2008 og 2012. Hun har fire gange repræsenteret USA ved VM i fodbold for kvinder: i 2007, hvor hun hjalp USA med at vinde bronze; i 2011, hvor USA vandt sølv, i 2015, hvor Lloyd scorede hattrick, deriblandt et mål scoret fra midtbanen, i finalen, hvor hun var kaptajn og styrede USA mod nationens tredje titel og i 2019 USA vandt guld.